# Sven Sorthan
Sven Otto Donatus Sorthan, född 7 augusti 1906 i Åbo, var en finländsk präst. 
Sorthan, som var son till körsnär Otto Werner Sorthan och Verna Maria Rosenholm, blev student 1925, sacri ministerii kandidat 1934 och prästvigdes 1934. Han var tillförordnad kyrkoherde i Saltvik 1934–1936, i Nagu 1937–1945, domkyrkoadjunkt i Borgå 1945–1956 och andre kapellan i Borgå från 1956. Han var tillförordnad äldre lektor vid Hangö samlyceum 1929–1931, lärare i kulturhistoria, litteraturhistoria och religionshistoria vid Svenska Folkakademien i Borgå från 1945, lärare vid Borgå arbetarinstitut 1951–1959 och vid Borgå folkhögskola från 1945.
Sorthan var ordförande i direktionen för Borgå svenska folkskola 1948–1957, i Mannerheims barnskyddsförbunds lokalavdelning 1945–1957, i nykterhets- och ungdomsnämnderna 1946–1948, i direktionen för Borgå folkhögskola  från 1955, medlem av stadsfullmäktige (Svenska folkpartiet) i Borgå 1947–1956, av styrelsen för Runebergs hem och grav 1951–1958. Han tilldelades prosts titel 1960.